# Křesťanství v Sýrii

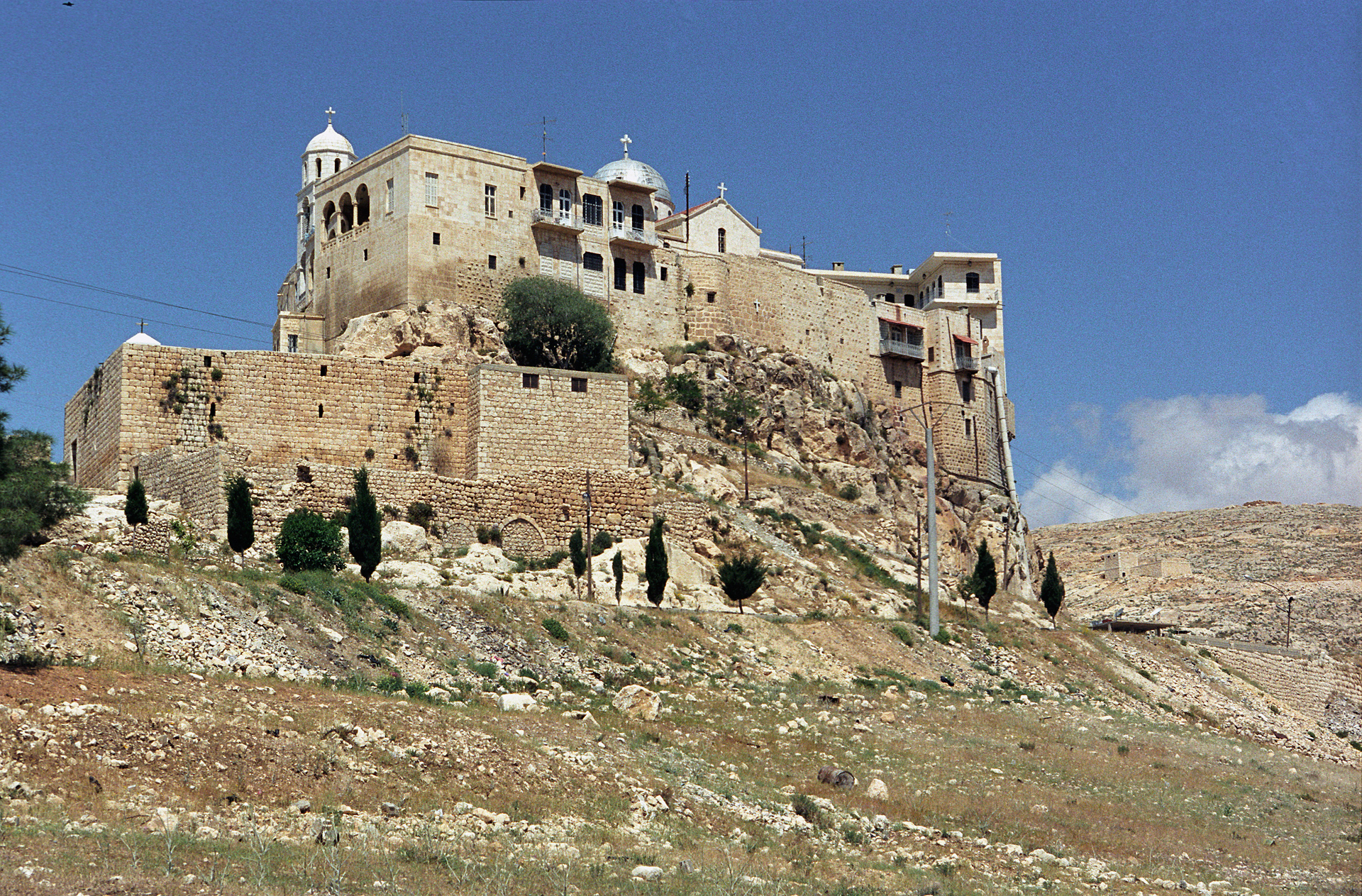
Klášter Panny Marie v Sajdnaji založený v 6. století

Křesťanství v Sýrii má velmi starou tradici, křesťané tvoří asi 10 % populace (stav před občanskou válkou), kteří se hlásí k pestré skupině většinou východních církví, nejčastěji k Syrské pravoslavné církvi a Řecké pravoslavné církvi. Za centrum křesťanství v zemi je považováno město Aleppo.

## Historie
Sýrie byla od počátku součástí oblasti šíření raného křesťanství s centrem v Damašku. Zde dle novozákonních Skutků apoštolů došlo ke konverzi Pavla z Tarsu ke křesťanství („obrácení sv. Pavla“), které zprostředkoval zdejší stoupenec Krista svatý Ananiáš. Významnějším křesťanským centrem se stala Antiochie (dnešní turecká Antakya), středisko jednoho z pěti starověkých patriarchátů, na které se dělilo tehdejší křesťanské společenství. Toto dělení se změnilo při církevním rozkolu po Chalkedonském koncilu (451), který se týkal teologických otázek o podstatě osoby Ježíše Krista. Syrská církev patřila k východním církvím, které závěry koncilu odmítly. Zakladatelem a organizátorem samostatné syrské církve se stal v 6. století mnich Jakub Baradai, podle kterého se její stoupenci označují jakobité. Další osud křesťanství v Sýrii trvale ovlivnila islámská expanze a vznik umajjovského chalífátu v 7. století. Ze Sýrie pocházelo několik papežů včetně posledního neevropského papeže Řehoř III. († 741).

## Církve v Sýrii
Největší denominaci v zemí tvoří Řecká pravoslavná církev Antiochie (konkrétně Pravoslavný patriarchát antiochijský) těsně následovaná Melchitskou řeckokatolickou církví, jednou z Východních katolických církví která své kořeny sdílí s Řeckou pravoslavnou církví Antiochie, a poté východní Syrskou pravoslavnou církví, existuje zde také protestantská menšina a příslušníci Asyrské církve Východu a Chaldejské katolické církve.